# Чемпіонат України з ралі 2001
Чемпіонат України з ралі 2001 – VIII чемпіонат з автомобільного ралі за часів незалежної України. Складався з шести етапів, які проходили в Києві, Кам’янці-Подільському, Генічеську, Одесі,  Дніпродзержинську (нині Кам’янське) та Херсоні. В чемпіонаті взяли участь 35 перших та 42 другі пілоти, які були представниками 9 команд.
Чемпіонат 2001 року увійшов і історію, як один з найцікавіших чемпіонатів України з ралі, оскільки в шести етапах, що відбулись, було зафіксованно п'ять різних переможців в абсолютному заліку.

## Заліки та нарахування очок

### Особистий залік
Чемпіонат України з ралі 2001 року розігрувався в абсолютному заліку та в трьох залікових класах: A,N8, A,N9 та A,N12. Оскільки за результатами попереднього чемпіонату наймолодший клас A,N7 було визнано таким, що не відбувся, із заліку чемпіонату 2001 року його було виключено. 
До заліку в абсолюті та кожному окремому класі йшли п’ять кращих результатів, показані кожним пілотом протягом чемпіонату. Водії, які не набрали протягом чемпіонату жодного очка, вважались не класифікованими. Як і у 2000-му році, очки нараховувались окремо першим та другим пілотам (штурманам) за перші шість позицій на кожному етапі згідно з наступною таблицею:
| Місце в заліку | 1  | 2 | 3 | 4 | 5 | 6 |
| Кількість очок | 10 | 6 | 4 | 3 | 2 | 1 |

Мінімальна кількість учасників в окремому заліку на кожному змаганні дорівнювала 5. Через скорочення кількості класів цю умову було виконано на всіх етапах чемпіонату; тож за підсумками турніру всі класи були визнані такими, що відбулися. Відповідно, в усіх заліках переможці чемпіонату отримали офіційні титули чемпіонів України з ралі.

### Командний залік
Командні очки на кожному етапі складались з очок, набраних двома або менше кращими представниками команди у відповідних класах, та половини очок, набраних ними ж в абсолютному заліку. В підсумкову турнірну таблицю командного заліку йшли очки, набрані командами на всіх етапах чемпіонату.

### Коефіцієнти
В систему коефіцієнтів, які призначались кожному змаганню, знову було внесено зміни: після річної паузи знову було вирішено застосовувати найвищий коефіцієнт 4, який отримало ралі Чумацький Шлях. Крім того, ралі Столиця та Стара Фортеця отримали коефіцієнт 2, а ралі Куяльник та Дніпро - коефіцієнт 3. Відповідно, очки, набрані пілотами та командами на цих етапах, множились на вказаний коефіцієнт.

## Календар змагань та переможці етапів
Порівняно з попереднім чемпіонатом в календарі відбулись дві зміни: Ралі Карпати втратило своє місце в чемпіонаті, а замість Ралі Скіф херсонський автоклуб запропонував провести абсолютно нове змагання – Ралі Арабат в Генічеську.
| Дата     | Змагання            | Залік      | Переможці                | Переможці              | Переможці                |
| Дата     | Змагання            | Залік      | Пілот                    | Штурман                | Автомобіль               |
| -------- | ------------------- | ---------- | ------------------------ | ---------------------- | ------------------------ |
| 20-22.04 | Ралі Столиця        | Абсолют    | Володимир Петренко       | Ігор Полутов           | Mitsubishi Lancer Evo VI |
| 20-22.04 | Ралі Столиця        | Клас A,N8  | Руслан Кучер             | Олександр Пташник      | ВАЗ-2108                 |
| 20-22.04 | Ралі Столиця        | Клас A,N9  | Михайло Аверін           | Роман Щіпков           | Daewoo Nubira            |
| 20-22.04 | Ралі Столиця        | Клас A,N12 | Володимир Петренко       | Ігор Полутов           | Mitsubishi Lancer Evo VI |
| 19-20.05 | Ралі Стара Фортеця  | Абсолют    | Олександр Салюк-старший  | Леонід Косянчук        | Ford Escort RS Cosworth  |
| 19-20.05 | Ралі Стара Фортеця  | Клас A,N8  | Олександр Салюк-молодший | Дмитро Дейнеко         | ВАЗ-2108                 |
| 19-20.05 | Ралі Стара Фортеця  | Клас A,N9  | Олександр Андріященко    | Володимир Бржезинський | ВАЗ-2108                 |
| 19-20.05 | Ралі Стара Фортеця  | Клас A,N12 | Олександр Салюк-старший  | Леонід Косянчук        | Ford Escort RS Cosworth  |
| 02-03.06 | Ралі Арабат         | Абсолют    | Володимир Петренко       | Ігор Полутов           | Mitsubishi Lancer Evo VI |
| 02-03.06 | Ралі Арабат         | Клас A,N8  | Олександр Салюк-молодший | Дмитро Дейнеко         | ВАЗ-2108                 |
| 02-03.06 | Ралі Арабат         | Клас A,N9  | Олександр Андріященко    | Володимир Бржезинський | ВАЗ-2108                 |
| 02-03.06 | Ралі Арабат         | Клас A,N12 | Володимир Петренко       | Ігор Полутов           | Mitsubishi Lancer Evo VI |
| 24-26.08 | Ралі Куяльник       | Абсолют    | Василь Ростоцький        | Юрій Ростоцький        | Ford Escort WRC          |
| 24-26.08 | Ралі Куяльник       | Клас A,N8  | Руслан Железко           | Валерій Розиграєв      | ВАЗ-2108                 |
| 24-26.08 | Ралі Куяльник       | Клас A,N9  | Олександр Андріященко    | Володимир Бржезинський | ВАЗ-2108                 |
| 24-26.08 | Ралі Куяльник       | Клас A,N12 | Василь Ростоцький        | Юрій Ростоцький        | Ford Escort WRC          |
| 21-23.09 | Ралі Дніпро         | Абсолют    | Андрій Александров       | Іван Герман            | Subaru Impreza GT        |
| 21-23.09 | Ралі Дніпро         | Клас A,N8  | Олександр Салюк-молодший | Дмитро Дейнеко         | ВАЗ-2108                 |
| 21-23.09 | Ралі Дніпро         | Клас A,N9  | Михайло Аверін           | Роман Щіпков           | Daewoo Nubira            |
| 21-23.09 | Ралі Дніпро         | Клас А,N12 | Андрій Александров       | Іван Герман            | Subaru Impreza GT        |
| 13-14.10 | Ралі Чумацький Шлях | Абсолют    | Валерій Разумовський     | Вадим Мордовін         | Mitsubishi Lancer Evo VI |
| 13-14.10 | Ралі Чумацький Шлях | Клас A,N8  | Руслан Кучер             | Олександр Пташник      | ВАЗ-2108                 |
| 13-14.10 | Ралі Чумацький Шлях | Клас A,N9  | Олександр Андріященко    | Володимир Бржезинський | ВАЗ-2108                 |
| 13-14.10 | Ралі Чумацький Шлях | Клас N12   | Валерій Разумовський     | Вадим Мордовін         | Mitsubishi Lancer Evo VI |

## Призери чемпіонату

### Абсолютний залік
| Місце | Пілот                | Місто            | Набрані очки на етапах | Набрані очки на етапах | Набрані очки на етапах | Набрані очки на етапах | Набрані очки на етапах | Набрані очки на етапах | Сума | Результат |
| Місце | Пілот                | Місто            | 1                      | 2                      | 3                      | 4                      | 5                      | 6                      | Сума | Результат |
| ----- | -------------------- | ---------------- | ---------------------- | ---------------------- | ---------------------- | ---------------------- | ---------------------- | ---------------------- | ---- | --------- |
| 1     | Володимир Петренко   | Київ             | 20                     | 8                      | 10                     | 18                     | 18                     | 24                     | 98   | 80        |
| 2     | Андрій Александров   | Київ             | 0                      | 12                     | 0                      | 0                      | 30                     | 0                      | 42   | 42        |
| 3     | Валерій Разумовський | Дніпродзержинськ | –                      | –                      | –                      | –                      | 0                      | 40                     | 40   | 40        |

### Клас A,N8
Автомобілі груп A, N з робочим обсягом двигуна до 1600 см. куб.
| Місце | Пілот                    | Місто      | Набрані очки на етапах | Набрані очки на етапах | Набрані очки на етапах | Набрані очки на етапах | Набрані очки на етапах | Набрані очки на етапах | Сума | Результат |
| Місце | Пілот                    | Місто      | 1                      | 2                      | 3                      | 4                      | 5                      | 6                      | Сума | Результат |
| ----- | ------------------------ | ---------- | ---------------------- | ---------------------- | ---------------------- | ---------------------- | ---------------------- | ---------------------- | ---- | --------- |
| 1     | Руслан Кучер             | Київ       | 20                     | 0                      | 6                      | 0                      | 18                     | 40                     | 84   | 84        |
| 2     | Олександр Салюк-молодший | Київ       | 0                      | 20                     | 10                     | –                      | 30                     | –                      | 60   | 60        |
| 3     | Руслан Железко           | Кривий Ріг | –                      | 0                      | 4                      | 30                     | –                      | –                      | 34   | 34        |

### Клас A,N9
Автомобілі груп A, N з робочим обсягом двигуна до 2000 см. куб.
| Місце | Пілот                 | Місто     | Набрані очки на етапах | Набрані очки на етапах | Набрані очки на етапах | Набрані очки на етапах | Набрані очки на етапах | Набрані очки на етапах | Сума | Результат |
| Місце | Пілот                 | Місто     | 1                      | 2                      | 3                      | 4                      | 5                      | 6                      | Сума | Результат |
| ----- | --------------------- | --------- | ---------------------- | ---------------------- | ---------------------- | ---------------------- | ---------------------- | ---------------------- | ---- | --------- |
| 1     | Олександр Андріященко | Одеса     | 12                     | 20                     | 10                     | 30                     | 0                      | 40                     | 102  | 92        |
| 2     | Борис Донской         | Київ      | 0                      | 12                     | 0                      | 18                     | 18                     | 24                     | 72   | 72        |
| 3     | Михайло Аверін        | Запоріжжя | 20                     | –                      | 3                      | 0                      | 30                     | 0                      | 53   | 53        |

### Клас А,N12
Автомобілі груп А, N з робочим обсягом двигуна до 3500 см. куб.
| Місце | Пілот                | Місто            | Набрані очки на етапах | Набрані очки на етапах | Набрані очки на етапах | Набрані очки на етапах | Набрані очки на етапах | Набрані очки на етапах | Сума | Результат |
| Місце | Пілот                | Місто            | 1                      | 2                      | 3                      | 4                      | 5                      | 6                      | Сума | Результат |
| ----- | -------------------- | ---------------- | ---------------------- | ---------------------- | ---------------------- | ---------------------- | ---------------------- | ---------------------- | ---- | --------- |
| 1     | Володимир Петренко   | Київ             | 20                     | 8                      | 10                     | 18                     | 18                     | 24                     | 98   | 80        |
| 2     | Андрій Александров   | Київ             | 0                      | 12                     | 0                      | 0                      | 30                     | 0                      | 42   | 42        |
| 3     | Валерій Разумовський | Дніпродзержинськ | –                      | –                      | –                      | –                      | 0                      | 40                     | 40   | 40        |

### Команди
| Місце | Пілот                 | Місто            | Набрані очки на етапах | Набрані очки на етапах | Набрані очки на етапах | Набрані очки на етапах | Набрані очки на етапах | Набрані очки на етапах | Сума | Результат |
| Місце | Пілот                 | Місто            | 1                      | 2                      | 3                      | 4                      | 5                      | 6                      | Сума | Результат |
| ----- | --------------------- | ---------------- | ---------------------- | ---------------------- | ---------------------- | ---------------------- | ---------------------- | ---------------------- | ---- | --------- |
| 1     | МСК                   | Дніпродзержинськ | 30                     | 12                     | 15                     | 27                     | 39                     | 96                     | 219  | 219       |
| 2     | СІМ-ТІМ               | Одеса            | 20                     | 21                     | 16                     | 33                     | 9                      | 70                     | 169  | 169       |
| 3     | Трест Магістр Рейсінг | Київ             | 23                     | 23                     | 18,5                   | –                      | 52,5                   | 46                     | 163  | 163       |

## Іноземні учасники
- В п'яти етапах чемпіонату України 2001 року на старт виходив російський екіпаж Олександра Гончарова та Віталія Баранова з міста Гуково, що виступав на автомобілі Subaru Impreza, побудованому київським ательє «Ukrprominvest Engineering» під керівництвом Андрія Александрова[8]. Оскільки росіяни виступали з українськими гоночними ліцензіями, вони вважались повноправними учасниками чемпіонату та набирали очки в залік на загальних засадах.

- Крім того, в Ралі Столиця, яке мало міжнародний статус, взяли участь шість екіпажів з Білорусі – але вони виступали за гоночними ліцензіями власної автомобільної федерації, тому очок в залік чемпіонату України не набирали.

## Статистика

### Кількість учасників
| Залік      | Перші пілоти | Другі пілоти |
| ---------- | ------------ | ------------ |
| Абсолют    | 35           | 42           |
| Клас A,N8  | 16           | 19           |
| Клас A,N9  | 12           | 13           |
| Клас А,N12 | 10           | 14           |

### Переможці спецділянок
| Пілот                   | Виграні СД |
| ----------------------- | ---------- |
| Володимир Петренко      | 26         |
| Андрій Александров      | 21         |
| Валерій Разумовський    | 18         |
| Олександр Салюк-старший | 17         |
| Василь Ростоцький       | 12         |
| Олексій Железко         | 4          |
| Ігор Дорофеєв           | 1          |
| Олександр Гончаров      | 1          |

## Цікаві факти
- В чемпіонаті 2001 року вперше в історії українського ралі відбувся етап, де всі три призові місця в абсолютному заліку посіли екіпажі на автомобілях Mitsubishi Lancer Evolution – це було Ралі Чумацький Шлях.

- Чемпіонат 2001 року був першим, в якому жодної спецділянки не виграв пілот, який виступав би на автомобілі з приводом на одну вісь.

- В 2001 році востаннє перемогу в абсолютному заліку окремого етапу здобув пілот, що виступав на автомобілі Ford Escort WRC – це був Василь Ростоцький на Ралі Куяльник.

- В чемпіонаті 2001 року першу перемогу в абсолютному заліку окремого етапу здобув пілот, що виступав на автомобілі Subaru Impreza – Андрій Александров, Ралі Дніпро[9].

- Чемпіонат 2001 року був єдиним в історії українського ралі, окремі етапи якого вигравали пілоти на автомобілях Ford, Mitsubishi та Subaru.